# Paramollicia
Paramollicia is een geslacht van kreeftachtigen uit de klasse van de Ostracoda (mosselkreeftjes).

## Soorten
- Paramollicia cellularis (Müller, G.W., 1906)
- Paramollicia dichotoma (Müller, G.W., 1906)
- Paramollicia distans (Müller, G.W., 1906)
- Paramollicia major (Müller, G.W., 1906)
- Paramollicia plactolycos (Müller, G.W., 1906)
- Paramollicia rhynchena (Müller, G.W., 1906)
- Paramollicia sibogae (Müller, G.W., 1906)